# 牧草地

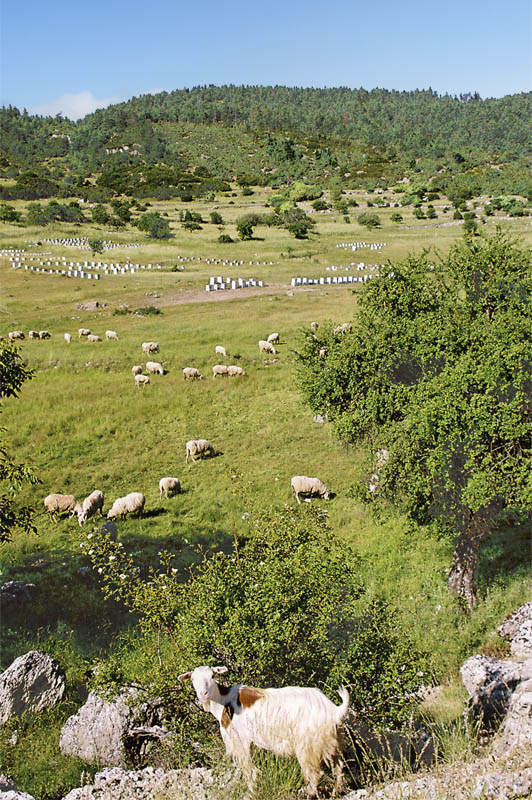
ギリシャ・アルカディアの牧草地

牧草地（ぼくそうち、英語: Pasture）は、家畜のエサとなる牧草が生えている土地あるいは栽培されている土地をいう。

## 概要
家畜のエサとなる牧草が生えている土地あるいは栽培されている土地を牧草地（ぼくそうち）という。これは、牧場主や企業の所有する私的な牧草地と、住民に広く開放されているされている地域コミュニティの共有牧草地（共有地）とに二分できる。後者には、自然地形をそのまま利用した共有の放牧地も含まれる。近代的な牧畜あるいは先進国の牧草地は、前者であるが、歴史的には後者の自然地形を利用した放牧地あるいは地域コミュニティの共有の牧草地が主流であった。

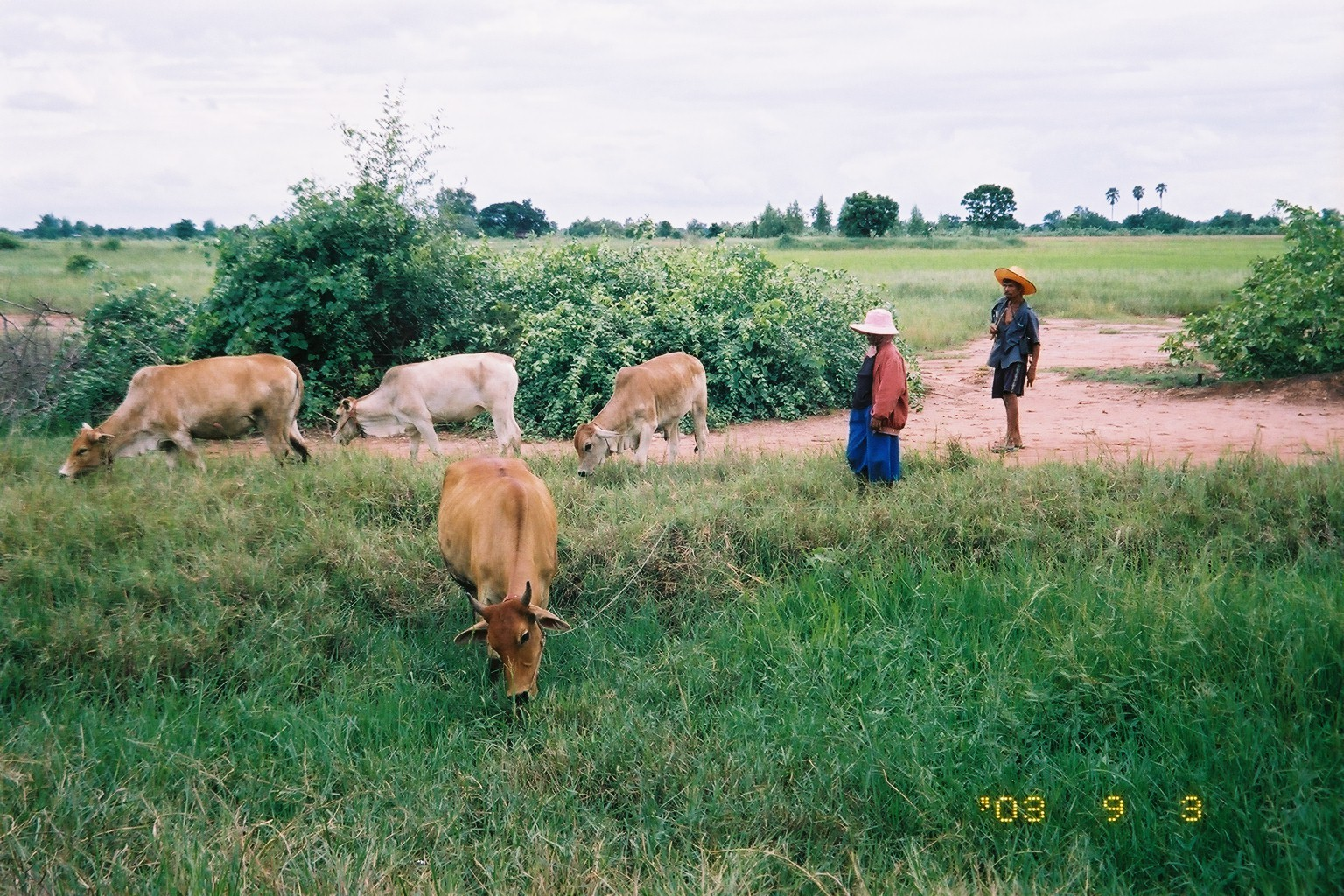
タイ東北地方の牧草。牛番（牛追い）は、道路や畦道の脇に生えている牧草を肉牛に食べさせる。このような無償の牧草の利用は、ローカル・コモンズがあって可能となる。

しかし、現在の開発途上国における牧畜にあって、地域コミュニティや自然地形を利用した共有の牧草地は無視できない。このような牧草地は、地域コミュニティのメンバーが利用、管理するローカル・コモンズといえるものである。
歴史的に見ると、自然地形を利用した放牧地あるいは地域コミュニティの共有地にあって、牧草利用者（牧畜家）は、互いの牧畜に配慮して牧草を家畜に食べさせてきた。共有地（コモンズ）を巡っては、牧草利用者が過剰に家畜を飼育し、共有地の牧草を収奪的に利用する過放牧が進行するとして、「コモンズの悲劇」が主張されることもある。しかし歴史的にみると、コモンズの悲劇によって牧草地が劣化した事例はほとんどないとも考えられる。

## 牧草

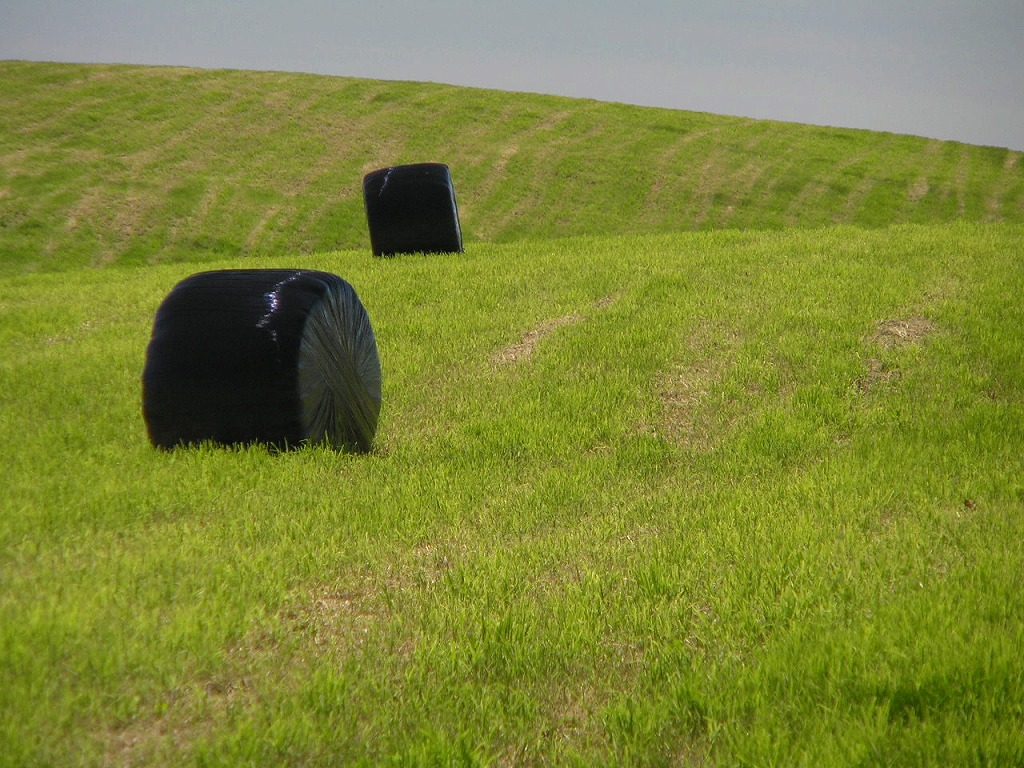
ロールベールラップサイロの点在する北海道の牧草地

牧草（ぼくそう）は、家畜の飼育に使用される草本類のこと。牧畜に用いられる。
北海道の都市郊外の農業地に行くと、季節になれば至る所でロール状の牧草や、それが黒や白色、緑色のシートでラッピングされたものが置かれているのを見ることができる（ロールベールサイレージ）。ラッピングすることにより乳酸発酵し、サイレージとなる。これは冬のための保存食として利用される。

### 主な牛の牧草飼料
- イネ科
  - イタリアンライグラス（ネズミムギ）
  - オーチャードグラス（カモガヤ）
  - トールフェスク
  - ケンタッキーブルーグラス
  - チモシー（オオアワガエリ）
  - ペレニアルライグラス（ホソムギ）
  - スーダングラス
  - ローズグラス
  - ギニアグラス
  - パラグラス
  - トウモロコシ（裁断する。ただし「牧草」ではない）
  - ソルガム（モロコシ）
- マメ科
  - アルファルファ（ムラサキウマゴヤシ）
  - クローバー（ムラサキツメクサ、シロツメクサ）